# Jean Philippe François d’Orléans

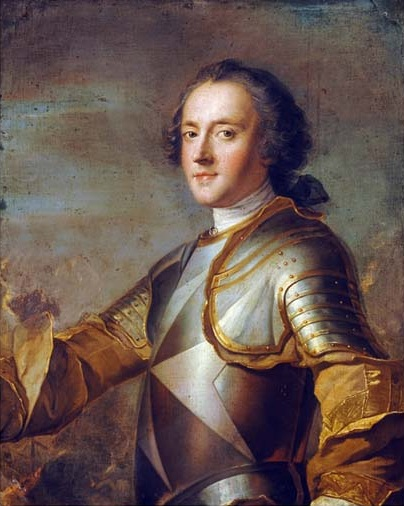
Jean Philippe François d’Orléans im Harnisch, das vom Malteser-Ritter-Kreuz geziert ist; Gemälde von Jean-Marc Nattier

Jean Philippe François d’Orléans (* 28. August 1702 in Chilly-Mazarin; † 16. Juni 1748 in Paris), genannt „le chevalier d’Orléans“, war ein französischer Adeliger und General. 

## Leben und Wirken
Jean Philippe war der uneheliche, aber 1706 von seinem Vater legitimierte Sohn des französischen Regenten und Prinzen von Geblüt Philipp von Orléans und dessen Geliebter Marie Louise Madeleine Victoire Le Bel de La Boissière, comtesse d’Argenton (* um 1684; † 4. März 1748 in Paris).
Zur Versorgung seiner weltlichen Bedürfnisse wurde er schon früh mit der Abtei von Hautvillers ausgestattet.
Er wurde im Juni 1718 zum General der französischen Galeeren des Souveränen Malteserordens ernannt. Er nahm diesen im Laufe der Jahre zu einem reinen Ehrentitel gewordenen Rang sehr ernst und machte sich daran, Navigationswesen und Schifffahrt zu erlernen. Ihm wurden Mittel zugesprochen, um die Flotte wieder instand zu setzen und neue Schiffe bauen zu lassen. Das Galeeren-Korps wurde jedoch drei Jahre nach seinem Tod abgeschafft.
Zudem wurde er zum Großprior des Malteserordens in Frankreich erhoben. Seine Residenz im Pariser Temple nutzte er für ausschweifende Festlichkeiten.
Aus seiner Liebschaft mit Amable Gabrielle de Noailles (* 1706; † 1742), Tochter des Adrien-Maurice de Noailles, entstammt die Tochter Amable Angélique de Villars (* 18. März 1723; † 16. September 1771 in Versailles), die er 1744 mit Guy Félix Pignatelli, comte d’Egmont, prince de Gavre (* 5. November 1720; † 3. Juli 1753) vermählte.
Er starb 1748 in Paris und hinterließ Schulden von über 1 Million Livre.